# Горанка Матић
Горанка Матић (Марибор, 13. август 1949 — Београд, 5. јануар 2025) била је српска историчарка уметности и фотографкиња. Фотографијом је професионално почела да се бави 1980. године, а од 1986. излагала је у земљи и иностранству. Њен опус обухвата портрете писаца, рок и поп музичара и изборне кампање. Живела је и радила у Београду.

## Биографија
Горанка Матић рођена је 13. августа 1949. године у Марибору. Завршила је историју уметности на Филозофском факултету у Београду. Одрасла је у породици која је поштовала фотографију, природу и путовања, што је у потпуности одредило њен каснији живот и рад.

## Професионални рад
Од оснивања Студентског културног центра 1971. године Горанка Матић радила је као асистент ликовног програма а затим као стручни сарадник и кустос галерије Срећна нова уметност. Од 1978. до 1980. године водила је Галерију 45 на Новом Београду, у којој је организовала више од двадесет изложби.
Од 1980. године Горанка се посветила фотографској каријери. Радила је фотографије за многе часописе и магазине: „Џубокс”, „Старт”, „Свијет”, „Омладинске новине”, „Дуга”, „Дело”, „Liberation”, „Полет”, „Момент”, „Беорама”, „Ритам”, „New Moment” и друге. Паралелно је имала изложбене активности градећи уметничку каријеру. У почетку је радила као слободни уметник у широком простору издаваштва, од уметности до рокенрола, да би од 1990. do 2006. радила као уредник фотографије у недељнику Време, где је 2008. постала и сувласник. Од 2006. до 2010. радила је као уредник фотографије у Политици. Од 2010. до 2015. радила је на Радио телевизији Србије у арт дирекцији.
Горанка Матић фотографијом се бавила од 1980. године. Од 1986. године била је чланица је УЛУПУДС-а, када почиње да излаже у земљи и иностранству. Осам година је предавала фотожурнализам на Факултету политичких наука у Београду. Након тога била је доцент на Факултету за медије и комуникације, на предметима фотожурнализам и документарна фотографија. У стручним журналистичким круговима Горанка важи као врстан уредник и фотограф, а у уметничким круговима има можда и већи углед.
Горанки Матић посвећена је једна епизода документарног серијала „Мој лични печат” из 2012. године, у режији Грегора Зупанца.

### Рок фотографија
Током осамдесетих година 20. века њен рад је нарочито значајан у области рок фотографије. Као прослављена фотографкиња Новог таласа снимила је фотографије за многе омоте београдских бендова, од Идола за чувени албум Одбрана и последњи дани до сарадње са Екатерином Великом, Цанетом из Партибрејкерса, Којом из Дисциплине кичме, Бајагом и многим другим музичарима и музичким бендовима.

### Протести 90-их
Ауторка је многих, такође култних, фотографија које прате турбулентна друштвено политичка збивања на београдским улицама, од деветог марта преко антиратних скупова до студентских протеста и скоро свих демонстрација током 90-их година 20. века.

## Изложбе
- „Тихо тече Сутјеска” у Салону Музеја савремене уметности, за коју је добила Политикину награду (2004)
- „Мрежа сећања”, у галерији Артгет Културног центра Београда, фебруара 2011. представља фотографије које је слала електронском поштом.[11]
- „Путници кроз време опседнути сликама”, у галерији Артгет Културног центра Београда, октобра 2012. представља малу историју савремене српске кинематографије.[12]
- Изложба фотографија на журци „Бука!Сада!”, априла 2018. године, коју су чинили принтови великих формата фотографија.[13]
- „Влада”, изложба  посвећена рок музичару Влади Дивљану, Marsh open space Београд, март 2018. године,[14] најављена за март 2020. у Дому војске у Београду.[6]
- „Друштвени контексти живота младих”, изложба фотографија Јане Љубичић, Викторије Јовановић и Горанке Матић у Галерији Про3ор у Београду, октобра 2018.[15]
- „Фотографије рок сцене Југославије”, ретроспективна изложба Горанке Матић најављена у Музеју савремене уметности за 2020. годину.[16]

## Награде
- Награда Октобарског салона (1989)
- Награда „Освајање слободе” (2002)
- Политикина награда (2004)[3]
- Годишња награда УЛУПУДС-а (2005)[5]
- Награда УНС-а за животно дело[19]
- Награде Фондације „Тања Петровић” (2021)[20]